# グアイエン
グアイエン（英: Guaienes）は、化学式C15H24で表されるセスキテルペンの一種である。α体、β体、γ体、δ体の異性体が知られており、α体はグアヤックウッド油やパチョリ油などの精油から単離される。

## 用途
オークモス、乳香、ラベンダー、ラバンジンの精油との相性が良く、ウッディ系やオリエンタル系調合香料の変調剤として使用される。精油の分離で得られるが、グアイオールの脱水によっても製造することができる。市販品はα体を主成分とする混合体である。